# Град Крушевац
Град Крушевац је град на реци Расини у долини Западног Поморавља у Расинском округу у јужној/средишњој Србији. Средиште града као и округа је градско насеље Крушевац. Према подацима са последњег пописа 2022. године у граду је живело 113.582 становника (према попису из 2011. било је 131.368 становника).

## Насељена места
Градско насеље Крушевац је једина урбана средина у граду, коме административно припадају и следећих 100 сеоских насеља:
| * Бегово Брдо      | * Липовац        |  |
| * Бела Вода        | * Ловци          |  |
| * Беласица         | * Лукавац        |  |
| * Бивоље           | * Љубава         |  |
| * Бован            | * Мајдево        |  |
| * Бојинце          | * Макрешане      |  |
| * Бољевац          | * Мала Врбница   |  |
| * Брајковац        | * Мала Река      |  |
| * Буковица         | * Мали Купци     |  |
| * Буци             | * Мали Шиљеговац |  |
| * Велика Крушевица | * Мало Головоде  |  |
| * Велика Ломница   | * Мало Крушинце  |  |
| * Велики Купци     | * Мачковац       |  |
| * Велики Шиљеговац | * Мешево         |  |
| * Велико Головоде  | * Модрица        |  |
| * Велико Крушинце  | * Мудраковац     |  |
| * Витановац        | * Наупаре        |  |
| * Вратаре          | * Падеж          |  |
| * Вучак            | * Пакашница      |  |
| * Гавез            | * Паруновац      |  |
| * Гаглово          | * Пасјак         |  |
| * Гари             | * Пепељевац      |  |
| * Глобаре          | * Петина         |  |
| * Глободер         | * Позлата        |  |
| * Горњи Степош     | * Пољаци         |  |
| * Гревци           | * Рибаре         |  |
| * Гркљане          | * Рибарска Бања  |  |
| * Дворане          | * Рлица          |  |
| * Дедина           | * Росица         |  |
| * Добромир         | * Себечевац      |  |
| * Дољане           | * Сеземче        |  |
| * Доњи Степош      | * Слатина        |  |
| * Ђунис            | * Срндаље        |  |
| * Жабаре           | * Срње           |  |
| * Здравиње         | * Станци         |  |
| * Зебица           | * Суваја         |  |
| * Зубовац          | * Сушица         |  |
| * Јабланица        | * Текија         |  |
| * Јасика           | * Треботин       |  |
| * Јошје            | * Трмчаре        |  |
| * Каменаре         | * Ћелије         |  |
| * Каоник           | * Церова         |  |
| * Капиџија         | * Црквина        |  |
| * Кобиље           | * Читлук         |  |
| * Коморане         | * Шавране        |  |
| * Коњух            | * Шанац          |  |
| * Кошеви           | * Шашиловац      |  |
| * Крвавица         | * Шогољ          |  |
| * Кукљин           | * Штитаре        |  |
| * Лазаревац        |                  |  |
| * Прњавор          | * Лазарица       |  |

## Демографија
Према попису становништва из 2002. године град Крушевац има 133.732 становника. Етничка структура је:
| Етничка структура према попису из 2002.‍ | Етничка структура према попису из 2002.‍ | Етничка структура према попису из 2002.‍ | Етничка структура према попису из 2002.‍ | Етничка структура према попису из 2002.‍ |
| --------------------------------------- | --------------------------------------- | --------------------------------------- | --------------------------------------- | --------------------------------------- |
|                                         |                                         |                                         |                                         |                                         |
| Срби                                    | Срби                                    |                                         | 127.077                                 | 95,02%                                  |
| Роми                                    | Роми                                    |                                         | 1.746                                   | 1,31%                                   |
| Црногорци                               | Црногорци                               |                                         | 572                                     | 0,43%                                   |
| Југословени                             | Југословени                             |                                         | 229                                     | 0,17%                                   |
| Македонци                               | Македонци                               |                                         | 201                                     | 0,15%                                   |
| Хрвати                                  | Хрвати                                  |                                         | 117                                     | 0,09%                                   |

## Галерија
- Народни музеј Крушевац - женска градска ношња и накит
- Велико Головоде, град Крушевац и планина Гоч у позадини
- Зграда крушевачке Гимназије
- Велика чесма у Белој Води
- Остаци донжон куле Лазеревог града
- Зграда крушевачког Културног центра
- Црква Лазарица
- Реконструкција хотела, поглед од споменика косовским јунацима
- Зграда старе поште - мензулхане
- Градска управа Крушевац
- Улаз у град Крушевац
- Црква Лазарица - Крушевац
- Зграда Окружног начелства - Главни портал
- Споменик кнегињи Милици
- Храст код цркве, село Глободер, Општина Крушевац, Расински округ, Србија